# 2008-as motokrossz dél-afrikai nagydíj
A dél-afrikai nagydíj a 2008-as FIM-motokrossz-világbajnokság 10. versenye volt. 2008. július 19. és július 20. között rendezték meg Nelspruitban.  Az MX1-es kategóriában a spanyol Jonathan Barragan, az MX2-esek között az angol Tommy Searle tudott diadalmaskodni. Az egyetlen magyar MX1-es versenyző, Németh Kornél a 31. lett, így nem szerzett pontot ezen a nagydíjon.

## Futam

### MX1
| Helyezés | #   | Versenyző                  | Motor    | 1. futam | 2. futam | Össz |
| -------- | --- | -------------------------- | -------- | -------- | -------- | ---- |
| 1        | 7   | Jonathan Barragan          | KTM      | 20       | 25       | 45   |
| 2        | 12  | Maximilian Nagl            | KTM      | 18       | 22       | 40   |
| 3        | 11  | Steve Ramon                | Suzuki   | 25       | 13       | 38   |
| 4        | 19  | David Philippaerts         | Yamaha   | 22       | 15       | 37   |
| 5        | 90  | Sébastien Pourcel          | Kawasaki | 13       | 20       | 33   |
| 6        | 6   | Joshua Coppins             | Yamaha   | 12       | 18       | 30   |
| 7        | 211 | Billy Mackenzie            | Honda    | 14       | 16       | 30   |
| 8        | 9   | Ken de Dycker              | Suzuki   | 16       | 14       | 30   |
| 9        | 8   | Tanel Leok                 | Kawasaki | 15       | 10       | 25   |
| 10       | 32  | Manuel Priem               | Kawasaki | 11       | 12       | 23   |
| 11       | 27  | Marcus Schiffer            | KTM      | 9        | 9        | 18   |
| 12       | 141 | Steve Boniface             | Honda    | 8        | 8        | 16   |
| 13       | 16  | James Noble                | KTM      | 7        | 7        | 14   |
| 14       | 25  | Clément Desalle            | Suzuki   | 0        | 11       | 11   |
| 15       | 24  | Tom Church                 | Kawasaki | 5        | 6        | 11   |
| 16       | 115 | Carlos Campano             | Yamaha   | 6        | 5        | 11   |
| 17       | 15  | Julien Bill                | Honda    | 10       | 0        | 10   |
| 18       | 96  | Richard van der Westhuizen | Suzuki   | 4        | 4        | 8    |
| 19       | 73  | Brandon Wheeler            | Suzuki   | 2        | 3        | 5    |
| 20       | 80  | Anthony Raynard            | Yamaha   | 3        | 1        | 4    |
| 21       | 74  | Johannes de Bruin          | Yamaha   | 0        | 2        | 2    |
| 22       | 83  | Kyle Bowen                 | KTM      | 1        | 0        | 1    |

### MX2
| Helyezés | #   | Versenyző           | Motor    | 1. futam | 2. futam | Össz |
| -------- | --- | ------------------- | -------- | -------- | -------- | ---- |
| 1        | 2   | Tommy Searle        | KTM      | 25       | 22       | 47   |
| 2        | 4   | Tyla Rattray        | KTM      | 20       | 25       | 45   |
| 3        | 131 | Nicolas Aubin       | Yamaha   | 22       | 16       | 38   |
| 4        | 183 | Steven Frossard     | Kawasaki | 16       | 20       | 36   |
| 5        | 24  | Shaun Simpson       | KTM      | 18       | 18       | 36   |
| 6        | 121 | Xavier Boog         | Suzuki   | 15       | 14       | 29   |
| 7        | 89  | Jeremy van Horebeek | KTM      | 12       | 15       | 27   |
| 8        | 25  | Marvin Musquin      | Honda    | 14       | 13       | 27   |
| 9        | 47  | Pascal Leuret       | Suzuki   | 9        | 11       | 20   |
| 10       | 7   | Stephen Sword       | Kawasaki | 11       | 8        | 19   |
| 11       | 39  | Davide Guarneri     | Yamaha   | 13       | 6        | 19   |
| 12       | 45  | Jake Nicholls       | Suzuki   | 5        | 10       | 15   |
| 13       | 13  | Manuel Monni        | Yamaha   | 8        | 7        | 15   |
| 14       | 10  | Rui Goncalves       | KTM      | 10       | 4        | 14   |
| 15       | 81  | Jeremy Tarroux      | KTM      | 4        | 9        | 13   |
| 16       | 22  | Anthony Boissiere   | KTM      | 0        | 12       | 12   |
| 17       | 501 | Alessandro Lupino   | Yamaha   | 6        | 5        | 11   |
| 18       | 20  | Gregory Aranda      | Kawasaki | 7        | 0        | 7    |
| 19       | 138 | Michael Kok         | KTM      | 2        | 3        | 5    |
| 20       | 12  | Deny Philippaerts   | Yamaha   | 3        | 2        | 5    |
| 21       | 134 | Ross Branch         | Kawasaki | 0        | 1        | 1    |
| 22       | 44  | Elliot Banks-Browne | Suzuki   | 1        | 0        | 1    |

- A pontozásról bővebben a motokrossz-pontozási rendszer cikkben lehet tájékozódni.